# Rudolf Henning (Germanist)
Rudolf Henning (* 30. Mai 1852 in Kirchdorf (Sundhagen); † 7. Oktober 1930 in Heidelberg) war ein deutscher Germanist für die neuere deutsche Sprache und Literatur sowie für das ältere Fach Mediävistik. Er war ordentlicher Professor an der Universität Straßburg für Germanische Philologie und Dekan der Philosophischen Fakultät bis Ende des Ersten Weltkriegs 1918. Nach der Ausweisung wirkte er in Heidelberg als Privatgelehrter. Henning war mit Adele verheiratet, eine Tochter von Rudolf Virchow.

## Leben
Von 1870 bis 1872 studierte er in Bonn und von 1872 bis 1874 in Wien und Straßburg klassische und germanische Philologie (bei Bernhard ten Brink englische Philologie). In Straßburg promovierte er 1874 bei Wilhelm Scherer mit einer Arbeit Über die Sanctgallischen Sprachdenkmäler bis zum Tode Karls des Grossen. 1877 habilitierte er sich in Berlin bei Karl Müllenhoff und Richard Zupitza mit einer umfassenderen Arbeit zum Nibelungenlied insbesondere zur „Klage“.
Henning war zunächst von 1877 bis 1881 Privatdozent für Germanistik in Berlin um ab dem Sommersemester 1881 bis 1895 in Nachfolge von Erich Schmidt eine Professur für Neuere Deutsche Literatur in Straßburg anzutreten. Von 1895 bis 1918 war er dort Ordinarius für Deutsche Philologie und ab 1910 Direktor des Germanistischen Seminars, 1898 bis 1899 und von 1907 bis 1908 war er Dekan der Philosophischen Fakultät.
Die Lehr- und Forschungsgebiete Hennings war die ältere deutsche Sprache und Literatur (Hartmann von Aue) und neuzeitliche deutsche Dichtung des 18. Jahrhunderts und  Romantik (Lessing, Goethe, Schiller). Im Bereich der Germanischen Philologie waren es für die Skandinavistik die altnordische Sprache und Literatur, die Germanische Heldensage und Mythologie/Religion, sowie die gotische, alt- und mittelhochdeutsche Sprache und Literatur. Henning hatte Anteil an der Höherschätzung der Ur- und Frühgeschichte gegenüber der Klassischen Archäologie und an der Einschätzung der nordischen Kulturen als Hochkulturen.

## Schriften (Auswahl)

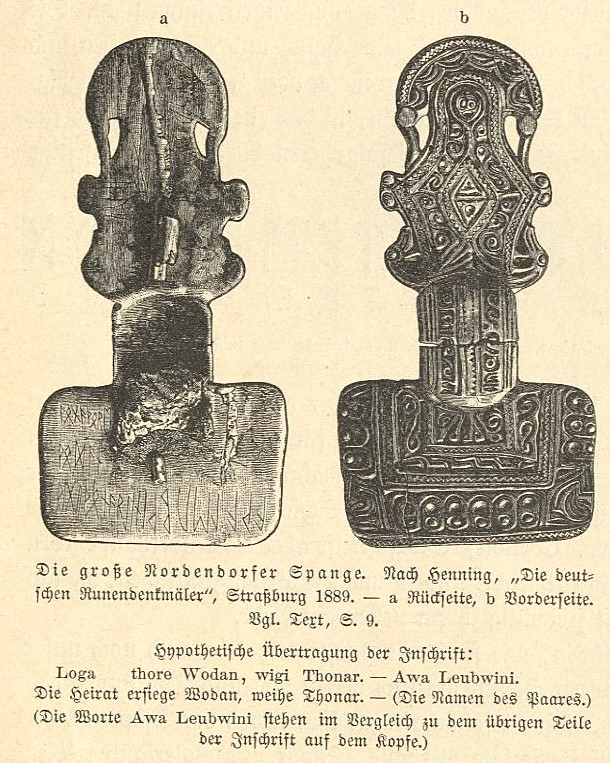
Nach Henning (1889)

- Das deutsche Haus in seiner historischen Entwicklung (Straßburg/London, K. Trübner, 1882)
- Nibelungenstudien (Straßburg/London, K. Trübner, 1883) Digitalisat
- Die deutschen Haustypen. Nachträgliche Bemerkungen (Straßburg/London, K. Trübner, 1886)
- Die deutschen Runendenkmäler (Straßburg, K. Trübner, 1889)
- Untersuchungen zur deutschen Sprachgeschichte Bde. 1–5 (Hersg.) (1908–1914)
- Der Helm von Baldenheim und die verwandten Helme des frühen Mittelalters (Straßburg, K. Trübner, 1907)
- Denkmäler der Elsässischen Altertums-Sammlung zu Strassburg in Elsas. Von der neolithischen bis zur karolingischen Zeit (Straßburg, K. Trübner, 1912)
- Wettu Irmingot und das Hildebrandslied (ZfdA 58 (1921) S. 141–151)

Eine Zeitschrift:
- Acta Germanica. Ab 1890 gab er die philologische Zeitschrift zusammen mit Julius Hoffory heraus. Verlag Mayer & Müller, Berlin.